# Llista de reis de Ruanda
Aquesta pàgina conté una llista de reis (Mwami, en singular Aba) de Ruanda. Vegeu també President de Ruanda, per a una llista de governants de la República. Cal fer notar que l'única prova de l'existència dels monarques antics prové de fonts històriques orals. Alguns historiadors els consideren purament mitològics. Fins i tot si van existir, cal considerar les dates com a aproximacions.

## Reis de Ruanda

### Primera Dinastia
- Gihanga I: 1081 - 1114
- Kanyarwanda I Gahima I: 1114 - 1147
- Yuhi I 1147- 1180
- Ndahiro I: 1246 - 1279
- Nsoro Samukondo: 1279 - 1312
- Ruganzu I: 1312 - 1345
- Cyirima I: 1345 - 1378

### Segona Dinastia
- Kigeri I: 1378 - 1418
- Mibabwe I: 1418 - 1444
- Yuhi II: 1444 - 1477
- Ndahiro II: 1477 - 1510

### Tercera Dinastia
- Ruganzu II: 1510 - 1543
- Mutara I: 1543 - 1576
- Kigeri II: 1576 - 1609
- Mibambwe II: 1609 - 1642
- Yuhi III: 1642 - 1675
- Karemeera:
- Cyirima II: 1675 -1708
- Kigeri III: 1708 - 1741
- Mibabwe III: 1741 - 1746
- Yuhi IV: 1746 - 1802
- Mutara II: 1802 - 1853
- Kigeri IV: 1853 - 1895
- Mibambwe IV: 1895 - novembre de 1896
- Yuhi V: Novembre 1896 - 12 de novembre de 1931
- Mutara III: 12 de novembre de 1931 - 25 de juliol de 1959
- Kigeri V: 25 de juliol de 1959 - 28 de gener de 1961